# Artère brachiale

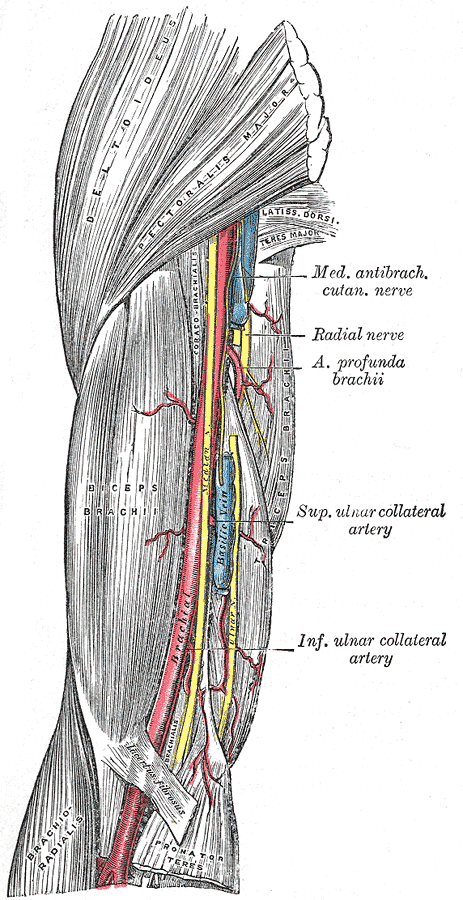
Schéma du bras droit montrant le trajet de l'artère brachiale droite (en rouge), vue antérieure

Les artères brachiales ou humérales sont des artères systémiques situées dans chacun des deux bras et amenant du sang oxygéné vers les avant-bras. On compte une artère brachiale de chaque côté. Chaque artère brachiale est issue de l'artère axillaire correspondante juste sous le rebord du muscle petit pectoral. Chacune se dirige vers le coude et se divise en artère radiale et artère ulnaire (ou artère cubitale), en avant de l'articulation entre l'humérus et l'ulna (ou cubitus).

## Anatomie

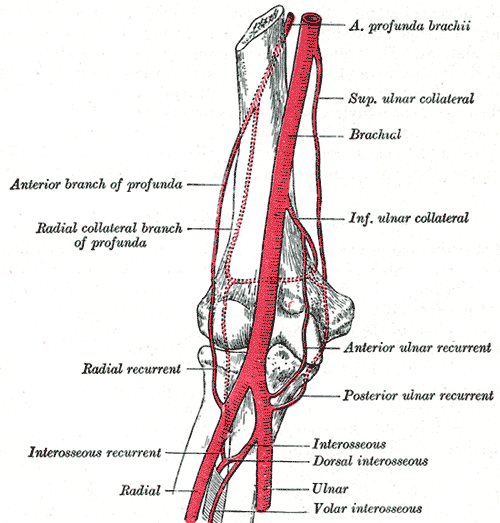
Schéma du bras droit montrant l'artère brachiale droite avec ses collatérales et sa bifurcation.

### Trajet
L’artère brachiale prolonge l'artère axillaire après le passage du bord inférieur du grand pectoral. Elle descend dans la partie médiale de la région antérieure du bras en suivant une trajectoire rectiligne. Elle traverse ensuite le sillon bicipital médial puis passe dans la région antérieure du coude. Elle se termine à 3 cm en dessous du pli du coude en se divisant en deux branches, l'artère ulnaire et l'artère radiale.
Une étude de 2020 a montré que chez de plus en plus de sujets adultes, quoique toujours de façon minoritaire (10% des adultes au dix-neuvième siècle mais 33% des personnes ayant donné leur corps à la science dans la ville d'Adélaïde en 2016-2018), présentent une subsistance dans l'avant-bras une troisième branche artérielle, l'artère médiane, branche qui plus généralement n'existe que chez le fétus et a disparu avant la naissance pour la majorité des adultes.

### Rapports
Dans sa partie proximale, l'artère brachiale répond au muscle biceps brachial en avant, au septum intermusculaire médial puis au muscle brachial en arrière, au muscle coracobrachial puis au muscle biceps brachial latéralement, et au fascia brachial médialement.
Dans le sillon bicipital médial, l'artère brachiale répond à l’expansion aponévrotique du muscle biceps brachial en avant, au muscle brachial en arrière, au tendon du muscle biceps brachial latéralement, et au muscle rond pronateur médialement.

### Branches collatérales
Les collatérales de l'artère brachiale sont l'artère profonde du bras, les artères collatérales ulnaires supérieure et inférieure, l'artère nourricière de l'humérus ainsi qu'un rameau deltoïdien.

## Aspect clinique
Son pouls est aisément perçu à la face médiale du bras et au pli du coude. C'est l'artère perçue par le stéthoscope ou le capteur lors d'une mesure de la pression artérielle par un tensiomètre au bras. L'artère brachiale peut également être comprimée contre l'humérus (point de compression) lors des hémorragies importantes du membre supérieur. Il s'agit aussi d'une voie d'abord artérielle pour un cathétérisme de type coronarographie ; elle est cependant de moins en moins utilisée par rapport à la voie radiale.